# 日积礁
日积礁，中国渔民俗称西头乙辛，位于南沙群岛西部，在南威岛的西部，属环礁。1988年開始由越南控制，但中国声称對其擁有主权。

## 历史
- 中国渔民习惯命名为“西头乙辛”。因渔民去日积礁作业生产时，多由南威岛出发，取用乙辛针即可到达，故名。但东线作业也有一“乙辛”——蓬勃暗沙，故把日积礁称为“西头乙辛”，把蓬勃暗沙称为“东头乙辛”。
- 1935年中华民国水陆地图审查委员会公布名称为拉德礁。
- 1947年中华民国内政部公布的标准名称为日积礁。
- 1983年中国地名委员会公布沿用日积礁的名字。
- 有外文图书称其为Ladd Reef[1]。因“Austen号”考察船船长Ladd 1843年3月率船考察，在西方首次记录了日积礁，故理查德·斯普拉特利（Richard Spratly）于同年命名为Ladd Reef。[2]
- Ladd Reef（日积礁）在以前诸海图上标为Rob Roy Shoal（罗布罗伊滩），极东端在经纬度8°40 /111°41处。名称取自17世纪著名的苏格兰山贼，是个劫富济贫的侠盗，跟罗宾汉差不多。报告1868年在此发现明显的灯塔光。[3]
- 法文资料称之为Récif Ladd。越南命名为Đá Lát。
- 1994年5月越南在该礁建立起一座高42米照射距离16海里的海上导航灯塔[4]。